# Plagithmysus nicotianae
Plagithmysus nicotianae är en skalbaggsart som beskrevs av J. Linsley Gressitt och Davis 1969. Plagithmysus nicotianae ingår i släktet Plagithmysus och familjen långhorningar. Inga underarter finns listade i Catalogue of Life.